# Sjömannen som föll i onåd hos havet
Sjömannen som föll i onåd hos havet (originaltitel: 午後の曳航; Gogo no Eiko) är en roman från 1963 av Yukio Mishima. Den publicerades på svenska för första gången 1967 i översättning av Birgit och Mårten Edlund. En nyutgåva med förord av Ragnar Strömberg utkom 2004 på Lind & Co.

## Handling
Romanen utspelar sig under ett års tid, och kretsar kring den trettonårige Noboru, hans mor Fusako och sjömannen Ryuji, som inleder en romans med Fusako och så småningom gifter sig med henne. Noboru tillbringar merparten av sin tid i en krets av unga pojkar som, ledda av den karismatiske Chefen, förkastar vuxenvärldens dubbelmoral och sentimentalitet till förmån för frihet, objektivitet och rationalism.
När Noboru, som först idealiserat Ryuji som en symbol för havets gränslösa frihet, inser att han förlorat sin mor till en alldaglig vuxen man bestämmer han sig tillsammans med de andra pojkarna för att göra någonting åt saken.

## Adaptioner
- Boken filmatiserades 1976 av Lewis John Carlino med Sarah Miles och Kris Kristofferson i huvudrollerna.[1] I filmversionen är handlingen förlagd till England.
- Hans Werner Henzes opera Das verratene Meer från 1990 bygger på boken.